# 法兰克福足球俱乐部 (女子足球)
和睦法兰克福女子足球队（德語：Eintracht Frankfurt），曾用名法兰克福第一女子足球俱乐部（1. FFC Frankfurt），是一家设于德国美因河畔法兰克福的女子足球俱乐部，现有约430位会员。它是在1998年8月27日由普劳恩海姆竞赛俱乐部（SG Praunheim）的女子足球部门脱离后而成立。自1999年1月1日起，俱乐部在行使“牌照转移”权后得以参加德国女子足球甲级联赛。
凭借七次德国足球冠军、九次德国足协杯冠军和四次欧洲女子冠军联赛冠军的成绩，法兰克福是在德国乃至欧洲范围内最为成功的女子足球俱乐部。

## 历史

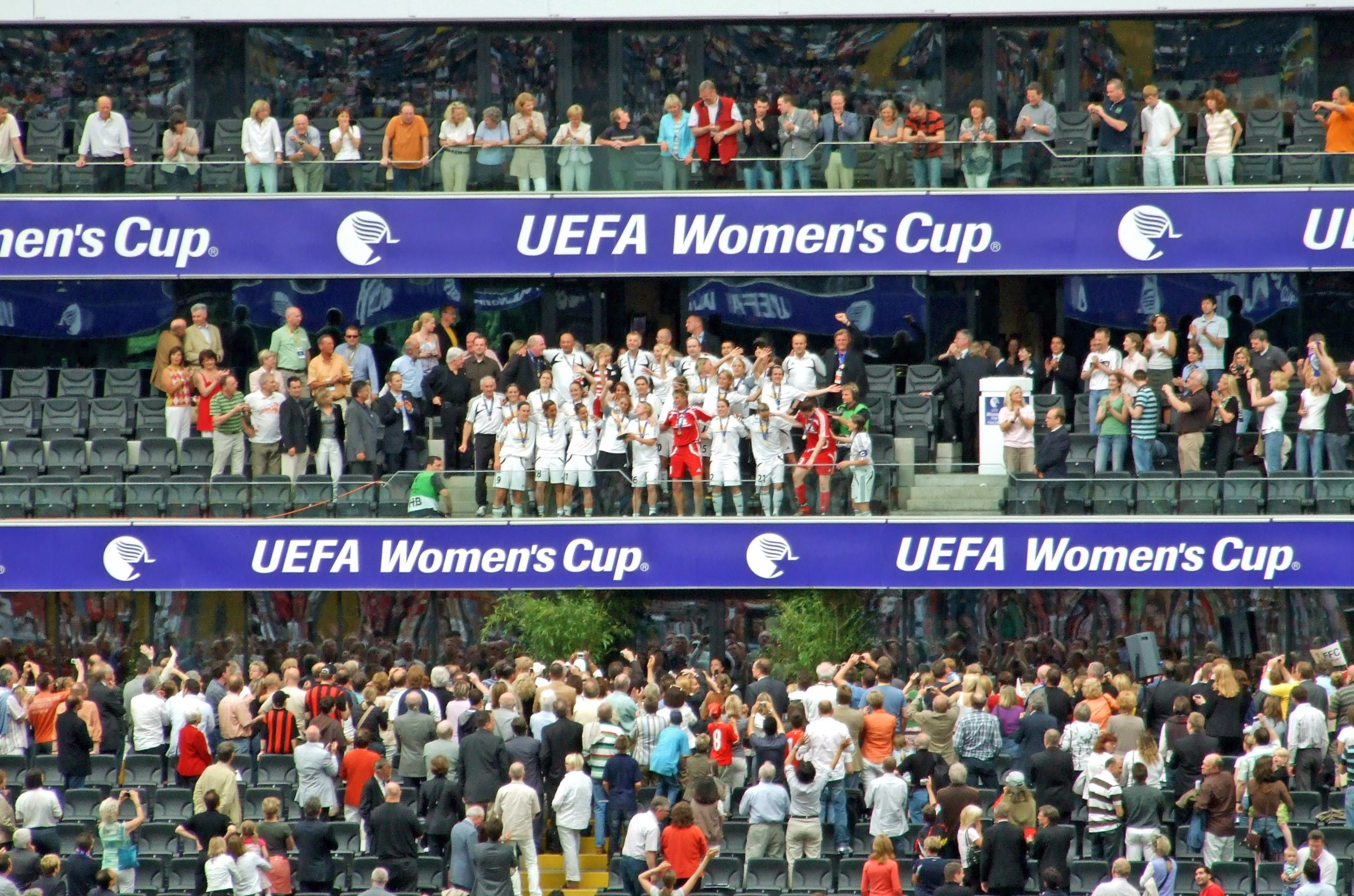
法兰克福于2008年第三度捧起欧洲冠军杯

该俱乐部起源于普劳恩海姆竞赛俱乐部（SG Praunheim）。后者是在1973年成立了女子足球部门。她们最初没有参加任何国家锦标赛或杯赛赛事，但在德国女子足球甲级联赛于1990年启动时作为创始成员成功入围。在1990年代初，普劳恩海姆位居联赛中游，但成绩逐季稳步上升。
俱乐部其后大获成功的基础是在1993-94赛季奠定，当前队长莫妮卡·施塔布被任命为主教练、以及西格弗里德·迪特里希作为经理及投资人身份主管女子足球部门后，开发了一套专业的理念引领俱乐部获得持久的成功——这套理念其后更催生出德国女子足球的首个职业俱乐部——法兰克福第一女子足球俱乐部。因此，普劳恩海姆于1995-96赛季首次跻身德甲季后赛，却至决赛以0比1不敌锡根。至随后的赛季，她们仍然是德甲联赛的顶级球队，但没有赢得冠军。在那段时期，普劳恩海姆始终被同城对手FSV法兰克福压制。
1998年8月27日，女子足球部门脱离普劳恩海姆，并自行组成如今的法兰克福第一女子足球俱乐部。新俱乐部于首个赛季便立即取得成功，加冕联赛及杯赛的双冠王。而在1999-2000赛季，法兰克福赢得她们的第二座足协杯冠军，却在联赛的竞争中落后于前季于这两项赛事均获亚军的杜伊斯堡。从2001年至2003年，法兰克福连续三年夺得双冠王，并在夺得2002年欧洲女子冠军杯后登上欧洲之巅。在这期间，来自德国东部的波茨坦涡轮已经开始挑战法兰克福的统治地位。因此当前者于2003-04首夺双冠王，导致法兰克福在五年10冠后首度颗粒无收。
在接下来的赛季，两个俱乐部保持了她们在德甲的主导地位，但欧洲的成功则难以为继，因为来自瑞典的于默奥连续两次在欧洲冠军杯夺魁，并在2004年决赛中以8比0的总比分横扫法兰克福。而当波茨坦涡轮于2004-05赛季夺得自己的首个欧冠锦标后，两队又在一年后的欧冠决赛碰面。得益于首回合在波茨坦取得的4比0大胜，法兰克福确保了自己第二次捧起欧冠奖杯。这场决赛创纪录的录得13,100位上座人数，甚至时任德国总理的亦有到场观战。
在2006-07赛季德国足协杯决赛，面对此前已连续三次夺冠的卫冕冠军波茨坦涡轮，法兰克福通过点球大战击败对手，再次赢得双冠王。然而在欧冠赛场上，她们仅至四分之一决赛即遭挪威球队科尔博滕淘汰。法兰克福于2007-08赛季赢得她们的第2个三冠王，并因此成为首个三夺欧冠奖杯的俱乐部。对阵于默奥的欧冠决赛次回合共有27,640位观众到场，创造了欧洲女子足球俱乐部比赛的一个新上座纪录。
法兰克福在2008-09赛季的表现大幅下滑。联赛第四的排位是自德甲实行单轨制以来，俱乐部的最差成绩。法兰克福还自1998年以来首度无法晋级足协杯决赛，于第二轮即遭拜仁慕尼黑淘汰，这也创造了她们1991-92赛季以来的杯赛最差成绩。而在欧洲冠军杯中，法兰克福则是在四分之一决赛遭本国对手杜伊斯堡2001淘汰。2009-10赛季的法兰克福仍然是颗粒无收，她们在联赛中与冠军波茨坦涡轮维持8分的差距，但对手在当季的唯一失利便是拜法兰克福所赐。
2014年，法兰克福在击败埃森后，第九次夺得德国足协杯。而在联赛最后一轮以1比2不敌沃尔夫斯堡则使她们憾失德甲冠军。接下来的赛季，法兰克福于联赛甚至仅名列第三，并于德国杯半决赛遭淘汰。然而，她们却能够在击败巴黎圣日耳曼后第四次登上欧洲之巅。2015年12月1日，俱乐部同意与主教练科林·贝尔解除合同。贝尔随即接任阿瓦尔斯内斯主教练，而法兰克福空缺的主教练岗位则由澳大利亚人马特·罗斯临时代管。至2016年2月19日，罗斯被俱乐部任命为正式主教练，并将现行合同续签至2017年6月30日届满。

## 主场

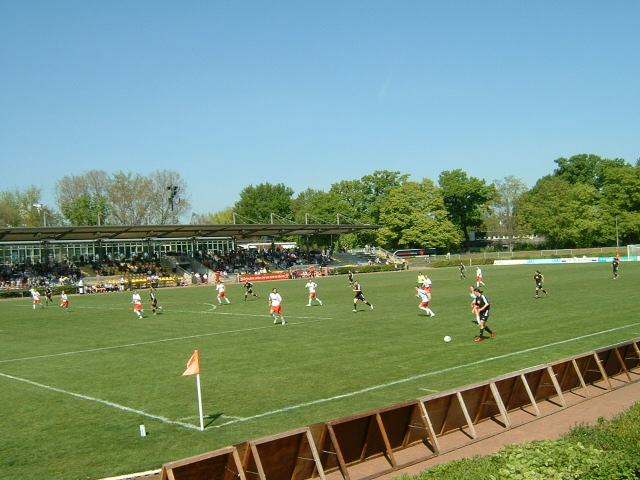
于布伦塔诺泳场体育场举行的一场女子德甲比赛（法兰克福 vs 弗赖堡）

法兰克福女足的主场位于勒德尔海姆区内的布伦塔诺泳场体育场，这是她们与男子俱乐部红白法兰克福共用的一座体育场。体育场由法兰克福市政府持有，共设5,200个席位，其中1,100个席位为有顶看台。在最近几个赛季，法兰克福的平均上座率为德甲最高，每场比赛均有1,000名以上观众到场。
在一些大型赛事中，法兰克福女足也会将其主场设在同城较大的商业银行竞技场或人民银行体育场举行。2007-08赛季欧洲冠军杯对阵于默奥的决赛次回合共有27,640位观众到场，这仍然是欧洲女子足球俱乐部比赛的最高纪录。

## 荣誉
以下为法兰克福女足历来所取得的成就：
- 欧洲女子冠军联赛冠军（4）：2002年（英语：2001–02 UEFA Women's Cup）、2006年（英语：2005–06 UEFA Women's Cup）、2008年（英语：2007–08 UEFA Women's Cup）、2015年（英语：2014–15 UEFA Women's Champions League）
- 德国足球冠军（7）：1999年（德语：Fußball-Bundesliga 1998/99 (Frauen)）、2001年（德语：Fußball-Bundesliga 2000/01 (Frauen)）、2002年（德语：Fußball-Bundesliga 2001/02 (Frauen)）、2003年（德语：Fußball-Bundesliga 2002/03 (Frauen)）、2005年（德语：Fußball-Bundesliga 2004/05 (Frauen)）、2007年（德语：Fußball-Bundesliga 2006/07 (Frauen)）、2008年（德语：Fußball-Bundesliga 2007/08 (Frauen)）
- 德国足协杯（德语：DFB-Pokal (Frauen)）冠军（9）：1999年（英语：1998–99 DFB-Pokal (women)）、2000年（英语：1999–2000 DFB-Pokal (women)）、2001年（英语：2000–01 DFB-Pokal (women)）、2002年（英语：2001–02 DFB-Pokal (women)）、2003年（英语：2002–03 DFB-Pokal (women)）、2007年（英语：2006–07 DFB-Pokal (women)）、2008年（英语：2007–08 DFB-Pokal (women)）、2011年（英语：2010–11 DFB-Pokal (women)）、2014年（英语：2013–14 DFB-Pokal (women)）
- 德国室内杯（德语：DFB-Hallenpokal der Frauen）冠军（7）：1997年、1998年、1999年、2002年、2003年、2008年、2012年

## 现役球员
数据截至2016年9月3日
註釋：國旗表示球員在國際足聯資格規則定義的國家隊。球員可能擁有一個以上非國際足聯國籍。
| 號碼 |        | 位置 | 球員            |
| ---- | ------ | ---- | --------------- |
| 1    | 德国   | 门将 | 德西蕾·舒曼     |
| 3    | 德国   | 后卫 | 劳拉·施特策尔   |
| 4    | 德国   | 后卫 | 卡特琳·亨德里希 |
| 6    | 德国   | 中场 | 萨斯齐娅·马泰斯 |
| 7    | 德国   | 中场 | 伊莎贝拉·默勒   |
| 10   | 日本   | 前锋 | 大儀見優季      |
| 11   | 德国   | 前锋 | 曼迪·伊斯拉克   |
| 12   | 加拿大 | 中场 | 苏菲·施密特     |
| 13   | 德国   | 后卫 | 马丽特·普里森   |
| 14   | 荷兰   | 中场 | 雅琪·格罗伊能   |

| 號碼 |      | 位置 | 球員                        |
| ---- | ---- | ---- | --------------------------- |
| 15   | 德国 | 前锋 | 尤利娅·马图舍夫斯基         |
| 17   | 德国 | 前锋 | 纳丁·安斯塔特               |
| 21   | 瑞士 | 后卫 | 安娜-玛丽亚·茨尔诺戈切维奇  |
| 23   | 德国 | 前锋 | 莉泽·蒙克                   |
| 19   | 德国 | 前锋 | 特蕾莎·潘菲尔               |
| 25   | 德国 | 后卫 | 萨斯齐娅·巴图西亚克（队长） |
| 26   | 德国 | 门将 | 卡拉·别斯尔                 |
| 27   | 德国 | 后卫 | 佩琪·库茨尼克               |
| 30   | 德国 | 门将 | 安妮-卡特琳·克雷默          |
| 31   | 德国 | 中场 | 坦娅·帕沃雷克               |